# Сугай, Хитоси
Хитоси Сугай (род. 29 декабря 1962, Фурубира) — японский дзюдоист, чемпион и призёр чемпионатов Японии, победитель и призёр международных турниров, серебряный призёр летних Азиатских игр 1986 года, двукратный чемпион мира (1985 и 1987 годы), участник летних Олимпийских игр 1988 года в Сеуле. Увлёкся дзюдо в 12 лет. Выступал в полутяжёлой весовой категории (до 95 кг). На Олимпиаде в первой же схватке проиграл французскому дзюдоисту Стефану Трено и выбыл из дальнейшей борьбы.